# Pilotrichella cyathipoma
Pilotrichella cyathipoma är en bladmossart som beskrevs av Kindberg 1888. Pilotrichella cyathipoma ingår i släktet Pilotrichella och familjen Meteoriaceae. Inga underarter finns listade i Catalogue of Life.